# 于秀明
于秀明（1964年10月—），男，汉族，江西鄱阳人，中华人民共和国政治人物，中国共产党党员，第十三届全国人民代表大会江西地区代表。

## 生平
2018年2月24日，当选为第十三届全国人大代表。2023年1月14日，当选江西省政协副主席。2023年8月，不再兼任中共宜春市委书记。